# Милева Мица Тодоровић
Милева Мица Тодоровић (1900-1981) једна је од најпознатијих сарајевских ликовних умјетница и један од оснивача Удружења ликовних умјетника Босне и Херцеговине, Школе примјењених умјетности у Сарајеву и прва жена умјетница члан Академије наука и умјетности Босне и Херцеговине. Била је члан и Српске академије наука и умјетности (Одјељењу ликовне и музике умјетности, члан ван радног састава) од 1978. године.

## Биографија
Иако је умјетничком свијету била позната под надимком Мица, у књигу рођених Српске православне цркве уписана је под именом Милева. Уписана је као друго дијете Петра Тодоровића који се у Босну доселио као аустроугарски чиновник. У Сарајеву је завршила основну и Вишу дјевојачку школу 1913. године и већ тада је био видљив њен таленат за цртање и књижевност. У дилеми између књижевности и цртања ипак је, уз савјете Романа Петровића са којим је проводила доста времена одабрала ликовну умјетност.
Током Другог свјетског рата била је ухапшена, осуђена и одведена у логор у Јасеновцу, а затим и у неке концентрационе логоре у Њемачкој. По ослобођењу и повратку у Сарајево предавала је у Школи за ликовну умјетност гдје је непрекидно радила до одласка у пензију.

## Каријера
Уписала је Академију ликовних умјетности у Загребу 1920. године на одсјеку сликарства. Иако је према програму требала остати четири семестра, у наредна два семестра похађала је сликарску специјалку Беле Цикоше, а посљедњих шест семестара је била у класи професора Љубе Бабића. По завршетку студија око 1926. године одлази у Италију гдје се сусреће са умјетношћу сликара Фиренце и Венеције. Из Италије се враћа у Загреб и наставља са радом. На портретима из тог доба, облик је видно затворен прецизном линијом која оштро одређује фигуре из позадине. На њеним сликама доминирају земљани тонови, уз благо коришћење свијетлих боја (плаве, жуте, бијеле и црвене).
Прву изложбу имала је 1930. у Лондону, а затим и у другим градовима у Енглеској. Двије године касније вратила се у Сарајево гдје се окреће умјетницима оријентисаним ка Комунистичкој партији Југославије. 

### Рад након заробљеништва
Њен рад након ослобађања из логора потпуно се промијенио. Људске ликове замјенила је објектима, не као конкретним облицима у простору него према емоцијама које су одређени објекти будили у њој. Цртежи настали на обали Саве код Београда 1945. представљају изузетно потреесно виђење и документ о људском страдању. Радећи пером и акварелом лешеве људи у распадању остварила је аутентично дјело чији израз почива на чисто ликовним вриједностима.
Почетак њене важне фазе стваралаштва везује се за 1962. годину. Са путовања у Париз донијела је уљане пастеле и албум испуњен скицама из француске престонице. Од тог периода уљана пастела била је заступљенија у њеном раду, која јој је у комбинацији са уљем постала омиљена техника. Тај начин сликања примјењивала је до смрти 1981. године. Имала је четири самосталне изложбе, по двије у Београду (1954. и 1968) и Сарајеву (1962. и 1975)
У својој богатој збирци радова сакупила је 300 слика и преко 100 цртежа.

## Дјела
- Портрет баке, Њања
- Љуљашка
- Предио послије снијега
- Босанска дјевојка
- Друштвени догађај, цртеж оловком
- Жртва везаних ногу, цртеж пером
- Посљедње жртве Јасеновца и Градишке, цртеж пером и акварел
- Мртва природа са расјеченом јабуком
- Ентеријер
- Пејзаш, уље и уљани пастел на платну

## Награде
- Шестоаприлска награда града Сарајева (1959)
- Двадесетседмојулска награда СР БиХ (1962)
- Награда ЗАВНО БиХ
- Награда АВНОЈ-а (1976)
- Орден заслуга за народ са златном звездом
- Орден рада са црвеном заставом